# 1984年夏季奥林匹克运动会马达加斯加代表团
1984年夏季奥林匹克运动会马达加斯加代表团是马达加斯加派出的1984年夏季奥林匹克运动会代表团。